# Walton-on-the-Naze
Walton-on-the-Naze – miasto w Anglii, w hrabstwie Essex, w dystrykcie Tendring. Leży 56 km na wschód od miasta Chelmsford i 104 km na wschód od Londynu. Miasto liczy 6000 mieszkańców.